# Theodor W. Adorno
Pour les articles homonymes, voir Adorno.
 (septembre 2021).
Theodor W. Adorno [ˈteːodoːɐ̯ veː ʔaˈdɔɐ̯no], ? Écouter [Fiche], né Theodor Ludwig Wiesengrund le 11 septembre 1903 à Francfort-sur-le-Main et mort le 6 août 1969 à Viège, est un philosophe, sociologue, compositeur et musicologue allemand.
En tant que philosophe, il est avec Herbert Marcuse et Max Horkheimer l'un des principaux représentants de l'École de Francfort, au sein de laquelle a été élaborée la théorie critique. En tant que musicien et musicologue, il est représentant de la seconde école de Vienne et théoricien de la nouvelle musique. Il introduit avec Max Horkheimer la notion interdisciplinaire d'industrie culturelle, dont ils traitent en particulier dans l'essai Kulturindustrie de Dialectique de la Raison.

## Biographie

### Nom et origine

Timbre pour le anniversaire de la naissance de Theodor W. Adorno.

Theodor Wiesengrund-Adorno est né à Francfort, le 11 septembre 1903, d'un père juif allemand, Oscar Alexander Wiesengrund, commerçant, et d'une mère corse catholique, Maria Calvelli Adorno della Piana, cantatrice,.
L'enfant est baptisé suivant le rite catholique et sa mère joint au patronyme Wiesengrund son propre nom Adorno. Il portera ainsi le nom Wiesengrund-Adorno pour signer ses articles les plus marxistes avant d'abandonner le trait d'union en 1938 et de réduire au seul W. le nom de son père lors de son exil aux États-Unis : il devient alors connu sous le nom de Theodor W. Adorno. En 1943, il est naturalisé américain sous le nom de Theodor Adorno et présente ses excuses à ses parents pour avoir supprimé son prénom Ludwig et jusqu'au W. du nom de famille.
Le nom Adorno vient du grand-père maternel, Jean-François Calvelli (1820-1879), né en Corse près de Bocognano, dans une famille proche des Bonaparte. Il a été officier de carrière dans l'armée française avant de s'établir à Francfort comme maître d'armes. Il s'est attribué le nom italianisant de Calvelli Adorno della Piana qui impressionnait également son petit-fils et suggère un lien avec la famille Adorno des doges de Gênes. Jean-François a traversé la frontière pour reprendre du service dans l'armée française lors de la guerre franco-prussienne de 1870.
Cette action et cette ascendance française n'ont cependant pas permis à Adorno, comme il l'espérait en 1936, d'obtenir la nationalité française lorsqu'il a été proscrit par les nazis en Allemagne comme juif. La famille Wiesengrund n'entretient aucun lien avec la tradition juive et Adorno s'est tenu à l'écart des religions et de leurs représentants (il voit Martin Buber comme un « tyrolien de la religion »). Néanmoins, il s'est lié surtout à des intellectuels juifs et il a toujours été perçu comme tel : ainsi la femme d'Alban Berg le désigne comme un « jeune Juif ».
Theodor est surnommé « Teddie » par ses camarades et ses intimes depuis son enfance (ce diminutif est lié à l'anglophilie de la famille : Adorno, ses parents et ses grands-parents se sont mariés à Londres.)
L'article Sur le Jazz est publié en 1936 sous le pseudonyme de Hektor Rottweiler. Un autre pseudonyme dans le cercle familial est Archibald Bauchschleifer.

### Formation
Le jeune Wiesengrund est initié à la philosophie en lisant la Critique de la raison pure de Kant avec Siegfried Kracauer, son aîné de quatorze ans, alors qu'il est encore élève au lycée de Francfort.
Puis, il étudie à l'université de Francfort la philosophie, la psychologie, la sociologie, l'histoire de l'art et la musicologie. Il fait alors la connaissance de Max Horkheimer, de Walter Benjamin ainsi que de sa future épouse Margarete Karplus (Gretel Adorno). Il soutient sa thèse de doctorat en philosophie en 1924 sur La transcendance du chosal et du noématique dans la phénoménologie de Husserl avec le philosophe néo-kantien Hans Cornelius (en).
En même temps, Adorno pratique le piano, songe à une carrière de musicien, découvre la musique d'avant-garde avec Hermann Scherchen et rédige ses premiers articles de musicologie. Il est déjà l'auteur de lieder, de pièces pour piano, de quatuors qui ont été joués à Francfort lorsqu'il rencontre le compositeur Alban Berg en 1924 dans cette ville. Il décide d'aller étudier avec lui la composition musicale à Vienne. Il se rend dans la capitale autrichienne en mars 1925 et se lie d'amitié avec son maître : les deux hommes échangeront 136 lettres entre 1925 et 1935. Le « docteur Wiesengrund » fait également la rencontre à Vienne d'Arnold Schönberg, le principal représentant de la seconde école de Vienne, mais celui-ci désapprouve les articles qui lui sont consacrés. Dans une lettre à un tiers, Schönberg s'exprime durement sur Adorno : « Je n'ai jamais pu supporter le personnage […]. Et d'ailleurs, la façon dont il traite Stravinsky est dégoûtante. »
Adorno devient rédacteur en chef de la revue musicale Anbruch. Ses Deux pièces pour quatuor à cordes opus 2 sont interprétées en 1926 par le quatuor Kolisch. Il suit à Vienne également les cours de Karl Kraus et rencontre Georg Lukacs dont il avait admiré les ouvrages, notamment Théorie du roman, et dont Histoire et conscience de classe détermine son orientation marxiste.
De retour à Francfort, Adorno décide de soutenir son habilitation en philosophie. Il présente d'abord un texte sur Freud et soutient finalement avec un essai sur Kierkegaard : Construction de l'esthétique sous la direction de Paul Tillich en 1931. Adorno présente une conférence inaugurale à l'université de Francfort en mai 1931 sur L'actualité de la philosophie. En tant qu'assistant de Tillich, il consacre un séminaire à la thèse de Walter Benjamin sur L'origine du drame baroque allemand. En 1932, il collabore à la revue de Max Horkheimer Zeitschrift für Sozialforschung par un article Sur la situation sociale de la musique bien qu'il ne fasse pas officiellement partie encore de l'Institut de recherche sociale. Le livre sur Kierkegaard paraît en 1933, le jour de l'accession de Hitler au pouvoir.

### Exil
Dans le contexte politique du nazisme et de l'antisémitisme, Adorno est privé d'enseignement, sa musique ne peut être exécutée publiquement, puis il est de plus en plus menacé dans sa vie. Il poursuit néanmoins l'écriture de son opéra Le Trésor de Joe l'Indien d'après Mark Twain, dont il met en musique seulement deux morceaux. En 1934, il commet l'erreur de citer Joseph Goebbels dans un article de la revue Die Musik, un geste dont il devra répondre auprès de ses étudiants en 1963.
Pour l'heure, il émigre d'abord en Grande-Bretagne afin d'obtenir une chaire d'enseignement à Oxford. Il entreprend pour cela un nouveau travail de doctorat sur Husserl à Merton College (Pour une métacritique de la théorie de la connaissance). En 1935, il publie un ensemble de textes en mémoire d'Alban Berg qui vient de mourir. En 1936, il écrit son article controversé Sur le jazz où il présente le concept d'industrie culturelle. Il continue de revenir périodiquement en Allemagne et revoit sa fiancée qu'il épouse à Londres en 1937. Il séjourne également à Paris, en 1936, où il retrouve Siegfried Kracauer, Walter Benjamin et Max Horkheimer ; il accepte finalement la proposition que lui fait celui-ci de venir travailler à New York.
Adorno part pour New York le 16 février 1938 pour un projet de recherche sociologique sur l'action de la radio aux États-Unis sous la direction de Paul Lazarsfeld (Princeton Radio Research Project). Il étudie les rapports entre la musique et l'auditeur et développe une théorie du « caractère fétiche » et de la « régression de l'écoute » en même temps qu'il s'implique dans des émissions pédagogiques sur la musique à la radio comme il le fera durant toute sa carrière.
À la suite de divergences de principe, il ne poursuit pas ces recherches mais se rapproche de l'Institut de recherche sociale, dont il dirige la revue, et commence de rédiger avec Horkheimer Dialectique de la Raison qui est l'ouvrage fondamental de la théorie critique. Ses écrits philosophiques, dès les années d'exil aux États-Unis durant la période nazie, se fondent sur une critique de l'Aufklärung (les Lumières). Comment la barbarie a-t-elle été rendue possible au XXe siècle au sein d'une civilisation édifiée sur le principe de la raison toute-puissante ? Adorno développe le concept d'industrie culturelle.
En décembre 1941, l'Institut se déplace en Californie et Adorno s'installe à Los Angeles où il retrouve de nombreux émigrés allemands comme Bertolt Brecht, Max Reinhardt, Arnold Schönberg ou Thomas Mann (qu'il conseille pour la rédaction du roman Docteur Faust). Il fait également la connaissance de Charlie Chaplin, de Fritz Lang, de Greta Garbo et écrit un livre sur la musique de film avec Hanns Eisler après avoir ébauché sa Philosophie de la nouvelle musique.
En 1943, en pleine guerre, Adorno obtient la nationalité américaine. Il rédige des textes plus intimes, comme les protocoles de ses rêves et les fragments qui seront publiés ensuite sous le titre Minima Moralia, dans lesquels il fait état de sa situation d'émigré dans des conditions historiques catastrophiques. La recherche sur les origines de l'antisémitisme se poursuit avec une étude sociologique sur le rapport des masses à la personnalité autoritaire.
En 1946, il donne une conférence à la société psychanalytique de San Francisco : La psychanalyse révisée,. Au cours de cette conférence, il critique les « révisionnistes néo-freudiens » dont Karen Horney et Erich Fromm font partie.

### Consécration

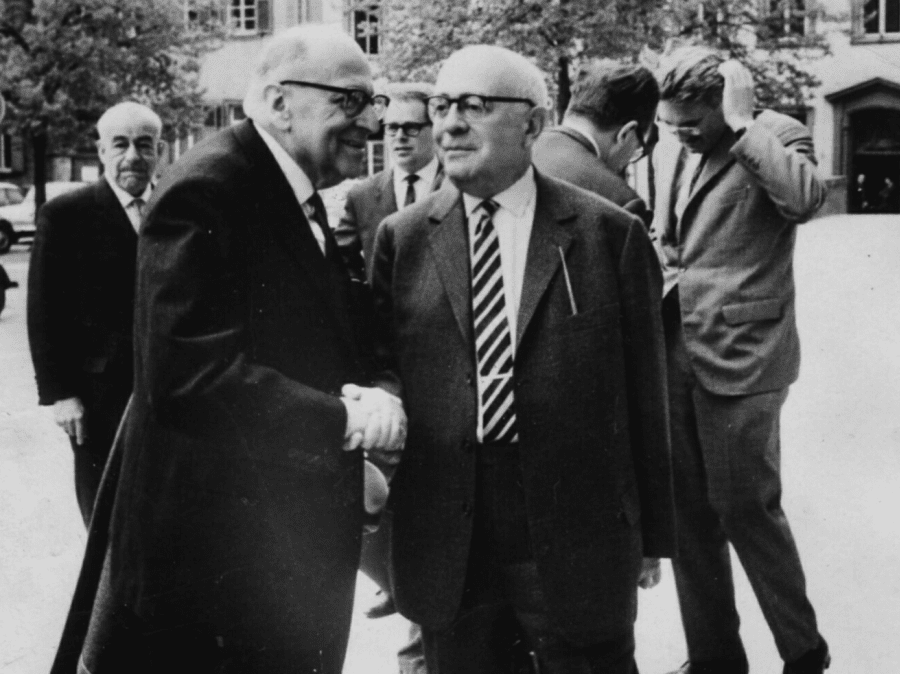
Adorno et ses collègues. (Photo prise à Heidelberg en avril 1964 par Jeremy J. Shapiro à l'Institut de Sociologie Max Weber). Devant : Max Horkheimer à gauche et Theodor W. Adorno à droite. À l'arrière gauche : Siegfried Landshut. Arrière droite (la main dans les cheveux) : Jürgen Habermas.

Adorno se résout à retourner en Allemagne après la guerre car il se sent investi d'une mission au sein de la vie politique et intellectuelle de la jeune République fédérale d'Allemagne.
Il regagne l'Europe par Paris où il débarque le 29 octobre 1949, avant de rejoindre l'université de Francfort où il enseigne à partir de 1949-1950. Son enseignement porte essentiellement sur la philosophie de Kant, de Hegel, sur la dialectique et l'esthétique, mais il poursuit également un travail interdisciplinaire et intervient dans l'espace public.
Il retourne encore aux États-Unis en 1951, puis pour dix mois en 1952-1953, au cours desquels il entreprend une enquête sociologique sur la rubrique astrologique du Los Angeles Times. Il ne renonce à la nationalité américaine qu'en 1955.
Adorno obtient en 1957 une chaire de philosophie et de sociologie. En 1958, il prend la succession de Max Horkheimer à la tête de l'Institut de recherche sociale. L'École de Francfort se reconstitue et définit sa méthode et son contenu comme théorie critique.
Il s'attache à penser les liens entre la psychologie et la sociologie, en particulier, dans leur rapport à la psychanalyse de Freud. Il applique les recherches sur la personnalité autoritaire à la situation allemande avec des expérimentations de groupe sur la question de la culpabilité et du rapport au passé (voir : antisémitisme secondaire). En 1961, une polémique méthodologique l'oppose à Karl Popper et aux représentants du positivisme.
En tant que musicologue, il suit très activement la vie musicale de l'après-guerre, s'intéressant à la musique de Pierre Boulez et d'Olivier Messiaen, mettant la jeune génération en garde contre le sérialisme intégral, les conservatismes et les dogmatismes en général. Ses monographies sur Richard Wagner, Gustav Mahler (1960) puis Alban Berg (1968) influenceront plusieurs générations de compositeurs et musicologues. Ses écrits musicaux reposent tous sur la volonté d'unir étroitement la réflexion esthétique à l'analyse des œuvres, pour laquelle il s'efforce de ne pas appliquer à l'œuvre un schéma qui lui serait extérieur. Il propose le concept d'une musique informelle.
Adorno consacre également de nombreuses études à la littérature. Il écrit sur Franz Kafka, sur Friedrich Hölderlin, mais aussi sur ses contemporains Samuel Beckett et sur le poète Paul Celan qu'il rencontre tous deux à Paris et dont le travail semble contredire sa fameuse formule « Écrire un poème après Auschwitz est barbare… ».
Il est invité à deux reprises à donner des conférences à Paris : à la Sorbonne, en 1958, puis au Collège de France, en 1961. L'audience est très restreinte, mais, outre Paul Celan, y assistent Maurice Merleau-Ponty, Jean Wahl, Roger Caillois et Georges Friedmann. Il faut dire qu'à cette époque, les œuvres d'Adorno ne sont pas encore traduites en français alors que ses publications se multiplient en Allemagne et que les Minima Moralia trouvent un succès public inespéré.
Après les conférences de Paris où il est invité par Robert Minder pour donner trois conférences intitulées Le besoin ontologique, Être et existence et Vers une dialectique négative, Adorno entreprend son ouvrage philosophique majeur sur la Dialectique négative (publié en 1966). Il intègre dans ce livre le contenu de cours sur la théorie de l'histoire et de la liberté et sur la métaphysique. Il y défend une dialectique négative, en d'autres termes une dialectique sans dépassement ni réconciliation, comme le moyen de défaire la force identifiante de la pensée. La pensée, procédant par concepts, est nécessairement identifiante, c'est-à-dire qu'elle efface le non-identique.

### Contestation

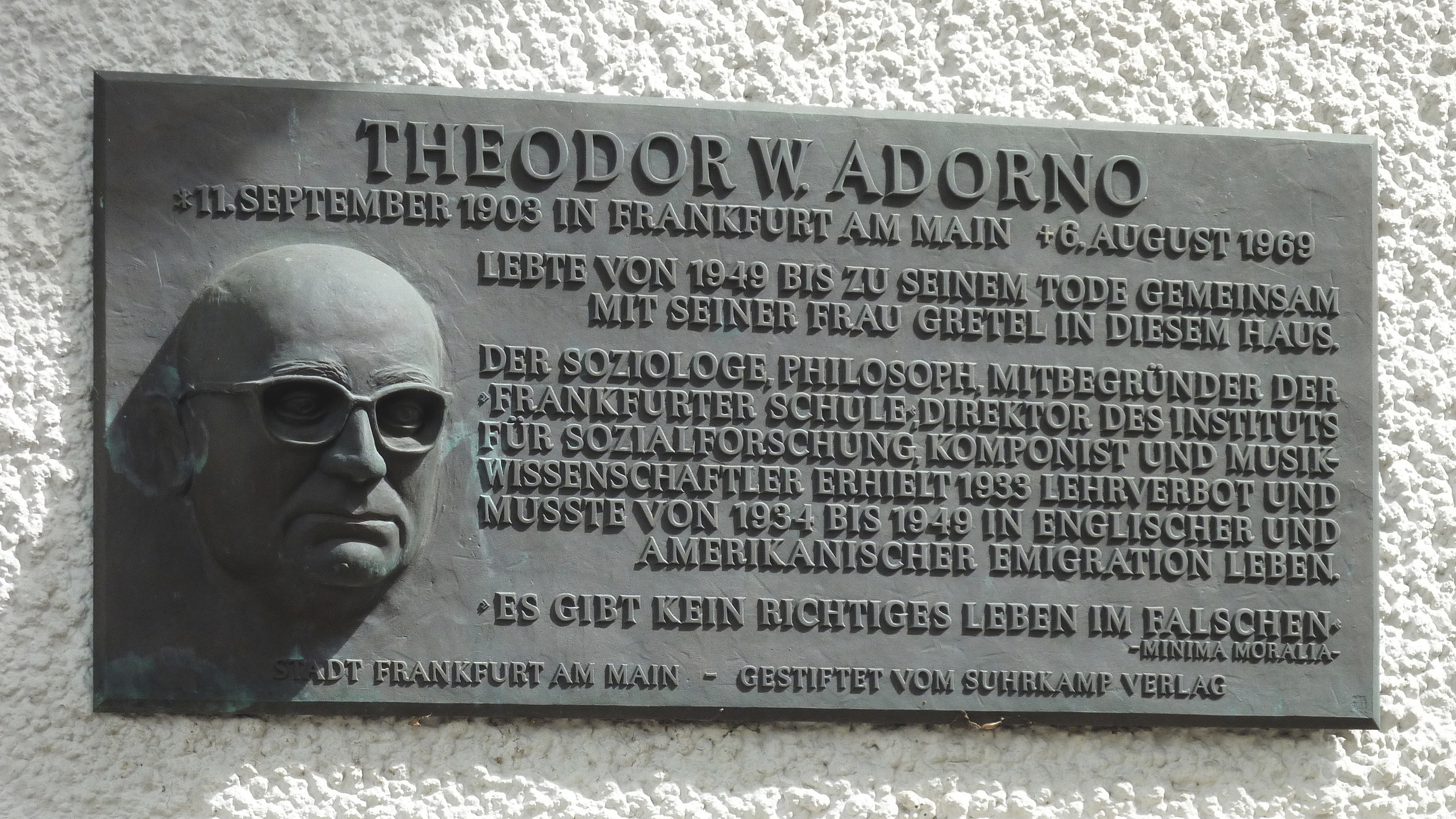
Plaque commémorative apposée sur la maison de Theodor W. Adorno à Kettenhofweg (Frankfort), dessinée par Guenter Maniewski et dévoilée le 17 novembre 1994.

La participation d'Adorno à la vie politique de la République fédérale d'Allemagne est marquée par ses désaccords avec la gauche allemande. Le mouvement étudiant de 1968 conteste son enseignement. La théorie critique se voit reprocher de n'être qu'une théorie de la société, à laquelle les étudiants marxistes ou maoïstes opposent l'activisme de la pratique. Les étudiants ont le sentiment qu'ils sont formés à la théorie critique pour devenir ensuite « des alibis de l'État autoritaire ».
Adorno est pris dans une contradiction : il refuse de suivre les contestataires, ce qui reviendrait à ruiner la possibilité de la démocratie qui se construit péniblement en Allemagne sur les ruines du national-socialisme, mais, en reconnaissant les raisons du mouvement révolutionnaire, il refuse également de faire le jeu des forces réactionnaires.
En 1965, dans son pamphlet Jargon de l'authenticité, et en 1966 dans Dialectique négative, Adorno prend l'œuvre de Martin Heidegger à partie, réduisant la question de l'être à un irrationalisme rebelle à la logique, aveugle à la réalité sociale, fasciste jusque dans ses composantes les plus intimes.
Lors des événements de mai 1968, ses étudiants prennent pour prétexte son élitisme culturel pour l'attaquer en l'accusant de complicité avec le pouvoir bourgeois. Adorno critique l'anti-intellectualisme (l'irrationalisme et l'infantilisme) du mouvement de même que le fascisme latent qu'il peut aussi contenir.
Un premier incident a lieu, le 31 janvier 1969, lorsque le comité de grève, à la suite du refus des professeurs Adorno et Habermas de coopérer, envahit les locaux de l'Institut. Adorno demande l'intervention des forces de police et porte plainte pour violation de domicile.
Au semestre d'été 1969, des perturbateurs interviennent dans son cours et lui demandent de faire une autocritique. On écrit au tableau : « Si on laisse faire ce cher Adorno, on aura le capital jusqu'à la mort. » Des étudiantes montent alors sur l'estrade en exhibant leur poitrine dénudée et le chahutent de façon provocante. Adorno quitte l'amphithéâtre. Des tracts circulent : « Adorno comme institution est mort ». Pourtant, le philosophe avait pris position en faveur des étudiants, par exemple en prenant la défense de Benno Ohnesorg, jeune étudiant tué le 2 juin 1967 par un agent de police, Karl-Heinz Kurras qui se révélera par la suite être un espion de la Stasi. Il s'était expliqué également longuement et de façon nuancée sur le rapport qu'entretient, selon lui, la philosophie avec la pratique.
Adorno écrit alors à Samuel Beckett : « Le sentiment d'être attaqué comme réactionnaire a tout de même quelque chose de surprenant. » Il aurait été profondément affecté par cet événement, expliquant que l'attitude des étudiants avait pour objectif de susciter chez lui une réaction de bourgeois s'offusquant à la vue d'un sein. Il parle de la « brutalité idiote des fascistes de gauche » et se voit à nouveau comme la victime d'une « folie collective ».
Est-ce là ce qui conduit à la mort du philosophe ? Pendant les vacances d'été 1969, Adorno est pris de plusieurs attaques cardiaques, en Suisse, lors de son séjour à la montagne, et décède à Viège le 6 août 1969.
Adorno laisse inachevée la Théorie esthétique à laquelle il travaille depuis 1966 et qui a souvent été le thème de son enseignement. Le livre est publié d'après le brouillon, par les soins de Gretel Adorno et Rolf Tiedemann en 1970. Il s'impose rapidement comme l'un des ouvrages les plus importants du philosophe, et sera l'un des plus lus. Adorno y développe sa conception de l'art radical comme forme de résistance sociale et de vérité.

## Monument

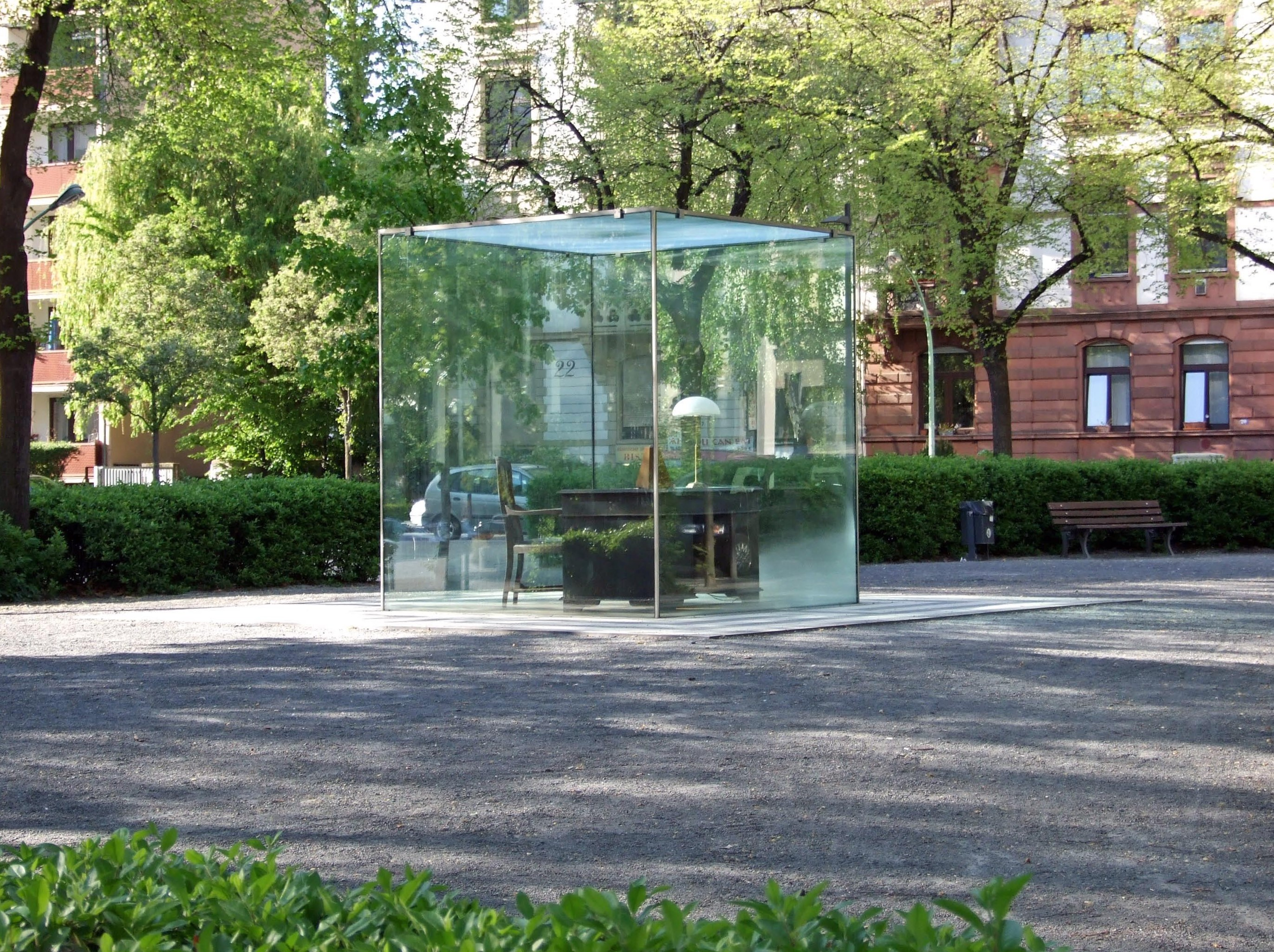
Le monument d’Adorno à Francfort.

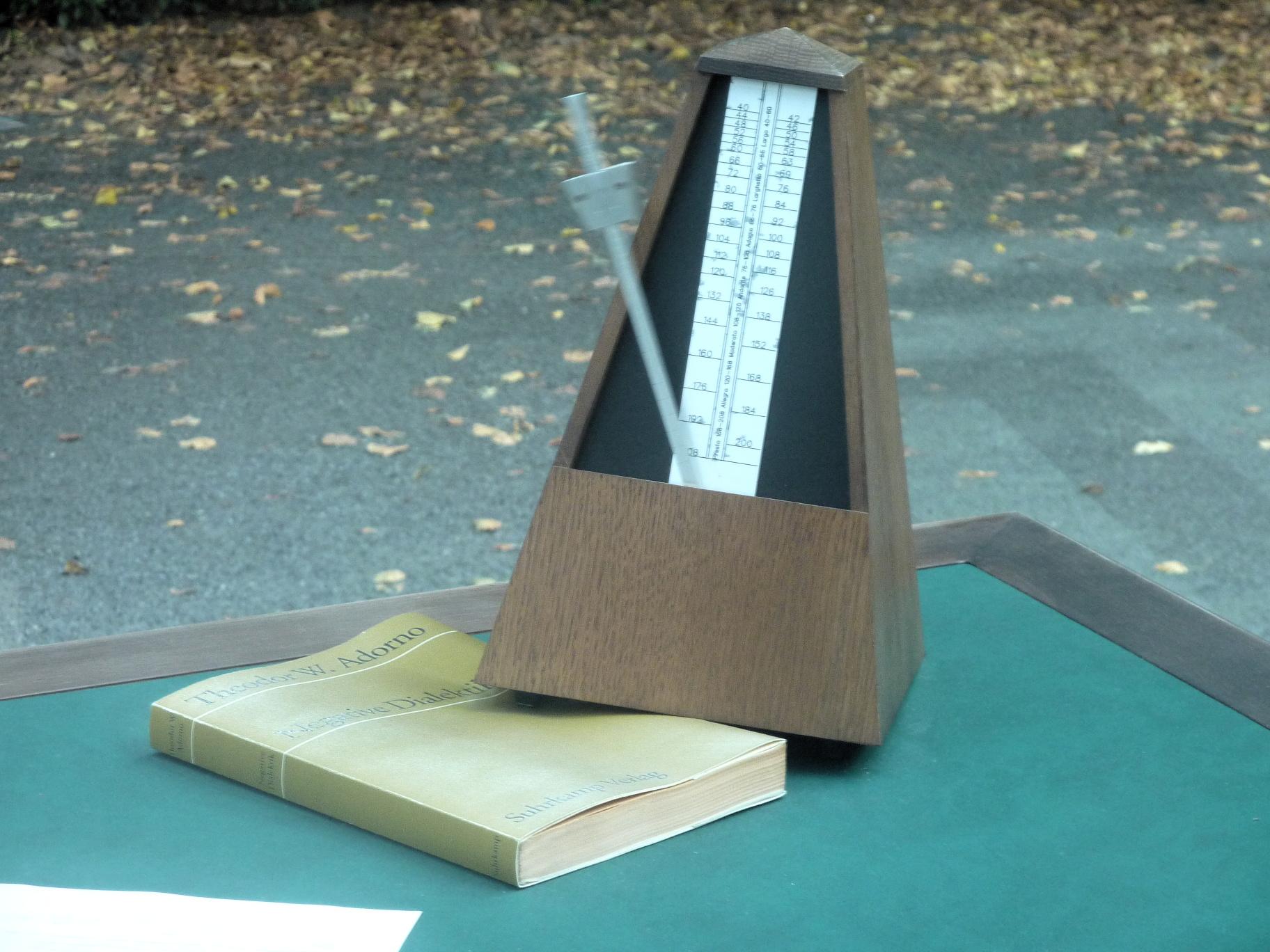
Mémorial d'Adorno à Francfort : détail. « L'écriture et la musique », pour une philosophie critique (évaluation et danger de la modernité).

En 2003, pour le centenaire de la naissance d'Adorno, son nom est donné à une place, près de l'université de Francfort, et un monument créé par l'artiste russe Vadim Zakharov (en) lui est dédié. Ce monument figure un lieu de travail, avec chaise et bureau sur lequel sont disposés divers objets, placé au centre d'un cube en verre et d'une dalle de marbre de noir et blanc et de granit évoquant un labyrinthe. Il ne s'agit cependant pas de la reconstitution du bureau d'Adorno. L'artiste ne voulait pas montrer le lieu de travail original du philosophe, mais plutôt évoquer son travail, ses sources d'inspiration et son œuvre.
Adorno est inhumé au cimetière principal de Francfort.

## Idées

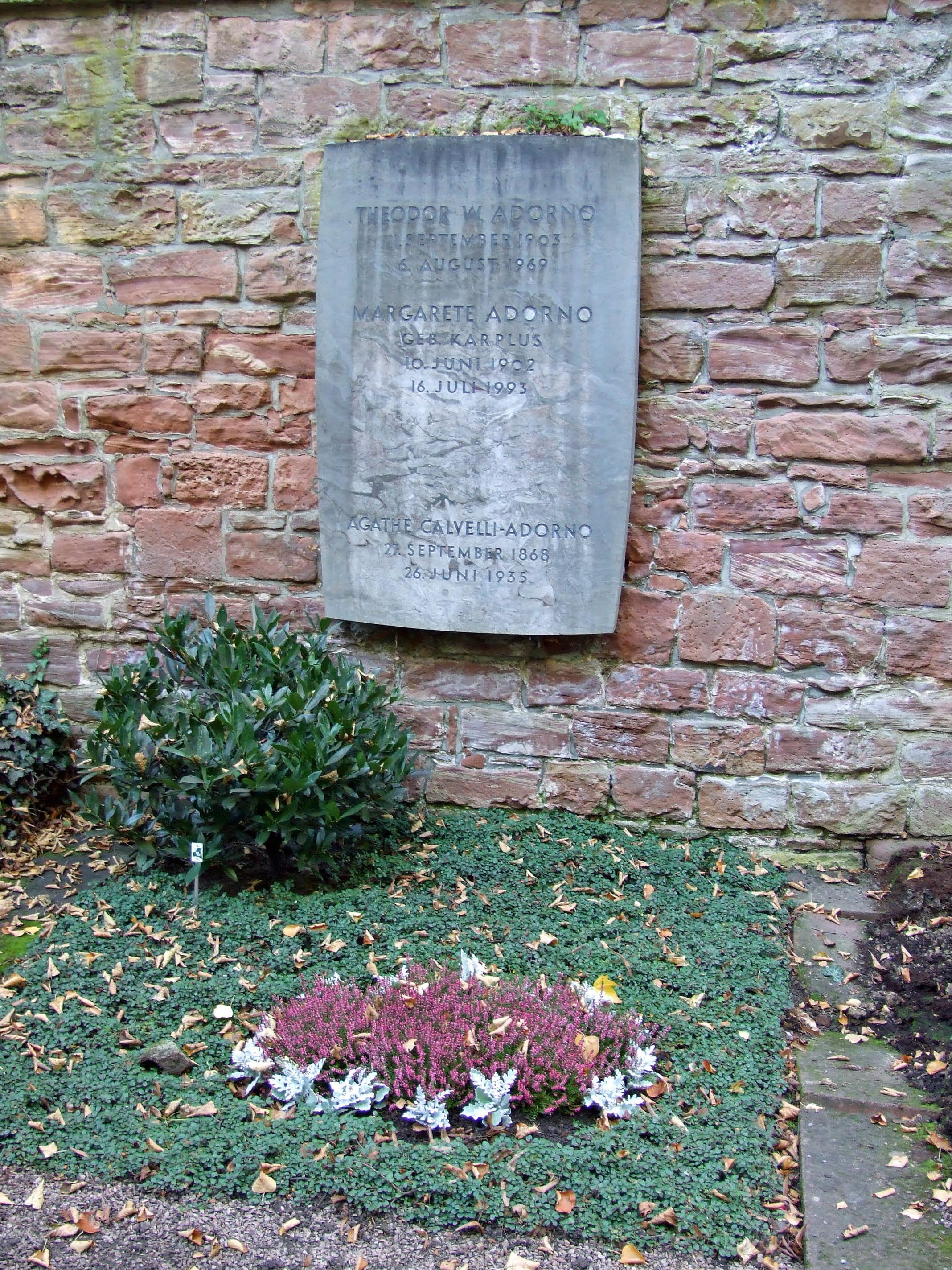
Tombe d'Adorno au cimetière principal de Francfort.

La pensée d'Adorno est centrée sur une critique de la Raison qu'il associe au terme Aufklärung (Lumières en allemand), au sens où celle-ci est à la fois considérée comme émancipatrice et dans le même temps comme instrument de domination : « Les Lumières sont totalitaires » (Aufklärung ist totalitär). Sans pour autant verser dans l'irrationalisme ou la mystique, il se réclame d'une forme de rationalisme : il s'agit d'une critique de la raison au nom même de la raison bien comprise.
Adorno critique très sévèrement ce qu'il appelle « industrie culturelle » (terme qu'il préfère à celui de « culture de masse », impropre et trompeur dans la mesure où il laisserait entendre que les masses sont les vraies productrices de cette culture, alors qu'elles en sont, selon Adorno, les victimes), surtout la musique dite "populaire". Il considère que la musique populaire moderne n'a plus rien de vraiment populaire, qu'il s'agit uniquement de produits conçus par de grandes entreprises pour une consommation de masse. Ainsi, pour lui les différences de goût et d'identité perçus dans la musique populaire ne proviennent que de l'aliénation et l'invention d'une fausse individualité, dans une société où toute vraie individualité est écrasée. Malgré son désir d'être considéré comme un marxiste, il propose une vision non-contradictoire des produits de l'industrie culturelle. Ses idées sur ces questions gardent une large influence dans les milieux universitaires aujourd'hui.
Dans ses études sur la personnalité autoritaire, Adorno part de l'hypothèse selon laquelle les convictions politiques, économiques et sociales d'un individu forment un modèle cohérent, qu'il nomme caractère, et dont il est possible d'établir des typologies. Il cherche à comprendre comment certaines structures mentales conduisent à la formation de cette personnalité autoritaire, qui contient potentiellement le germe du fascisme.
Le monde contemporain est contradictoire car travaillé par les antagonismes du capitalisme. L'art authentique est celui qui rend compte de ce caractère conflictuel par la dissonance. Le jazz est inauthentique, car l'apparente liberté de l'improvisation s'inscrit dans le cadre rigide d'un rythme régulier.

« Le Nouveau, en tant que cryptogramme, est l'image de la ruine ; l'art n'exprime l'inexprimable, l'utopie, que par l'absolue négativité de cette image. En elle se rassemblent tous les stigmates du repoussant et du répugnant dans l'art contemporain. Par un refus intransigeant de l'apparence de réconciliation, l'art maintient cette utopie au sein de l'irréconcilié, conscience authentique d'une époque où la possibilité réelle de l'utopie — le fait que d'après le stade des forces productives, la terre pourrait être ici et maintenant le paradis — se conjugue au paroxysme avec la possibilité de la catastrophe totale. »

— Theodor W. Adorno, Théorie esthétique, Klincksieck, 2001, p. 57-58.
L'exploitation des animaux par l'homme est une des origines de la violence. La phrase : « Auschwitz commence partout où quelqu’un regarde un abattoir et pense : ce sont seulement des animaux », lui est couramment attribuée alors qu'il s'agit d'un résumé succinct de sa pensée, fait par Charles Patterson dans Un éternel Treblinka : Notre traitement des animaux et l'Holocauste.
Ses travaux de sociologue de la culture se démarquent de ceux de Paul Felix Lazarsfeld (sociologue des communications de masse), avec qui il travaille lors de son exil aux États-Unis.

## Influence

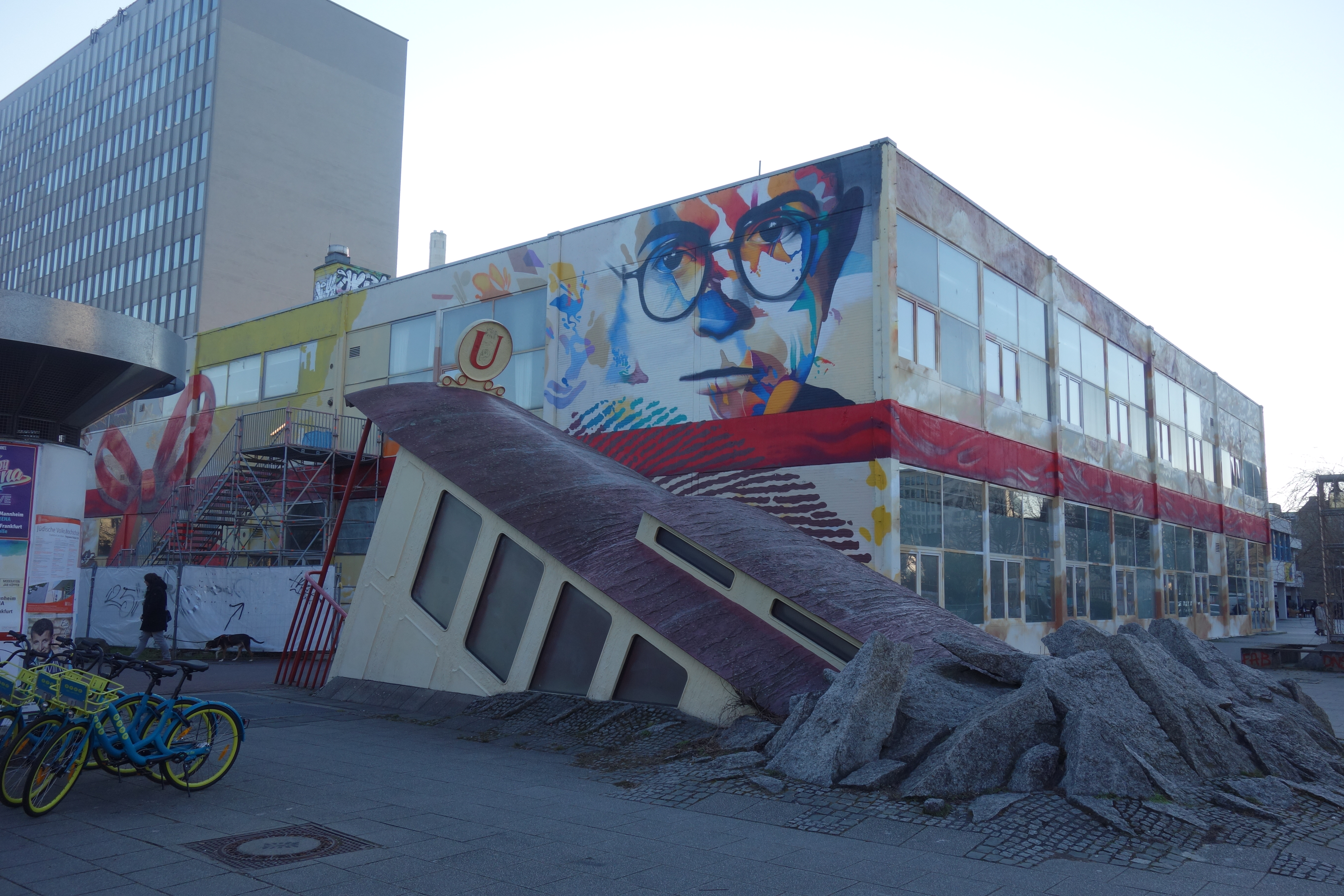
Hommage à Adorno, peinture murale par Justus Becker et Oğuz Şen, à la station Bockenheimer Warte, (Francfort, en 2018).

- En France, sous l'impulsion du philosophe Olivier Revault d'Allonnes qui joua un rôle décisif pour la connaissance de sa pensée critique dans un contexte (années 1960 et 70) plutôt dominé à l'époque par le structuralisme, Theodor Adorno a influencé des esthéticiens comme Marc Jiménez, Rainer Rochlitz et Arno Münster.
- Ariane Kalfa, étudiante d'Olivier Revault d'Allonnes, reprend la réflexion d'Adorno à propos de la poésie après Auschwitz en l'étendant à la philosophie et à la métaphysique. Son premier livre, La Force du refus, Philosopher après Auschwitz, s'inscrit dans le prolongement de la pensée d'Adorno.
- En Sciences de l'Information et de la Communication, il est étudié dans le cadre du champ de l'industrie culturelle[17].
- En Allemagne, sous l'impulsion de la théoricienne Roswitha Scholz, la théorie sociale d'Adorno sera une des sources d'inspiration du courant de la critique de la valeur puis de la critique de la valeur-dissociation.

Sa démarche interdisciplinaire a également exercé une influence dans d'autres disciplines intégrant le champ des industries culturelles comme les sciences de l'information et de la communication. Pour ces sciences, la « coupure esthétique » qu'il a définie entre les produits des grands groupes de communication et la création artistique est toujours d'actualité, aux niveaux philosophique, sociologique et économique.

## Œuvres

### Textes

#### Ouvrages publiés avant 1970

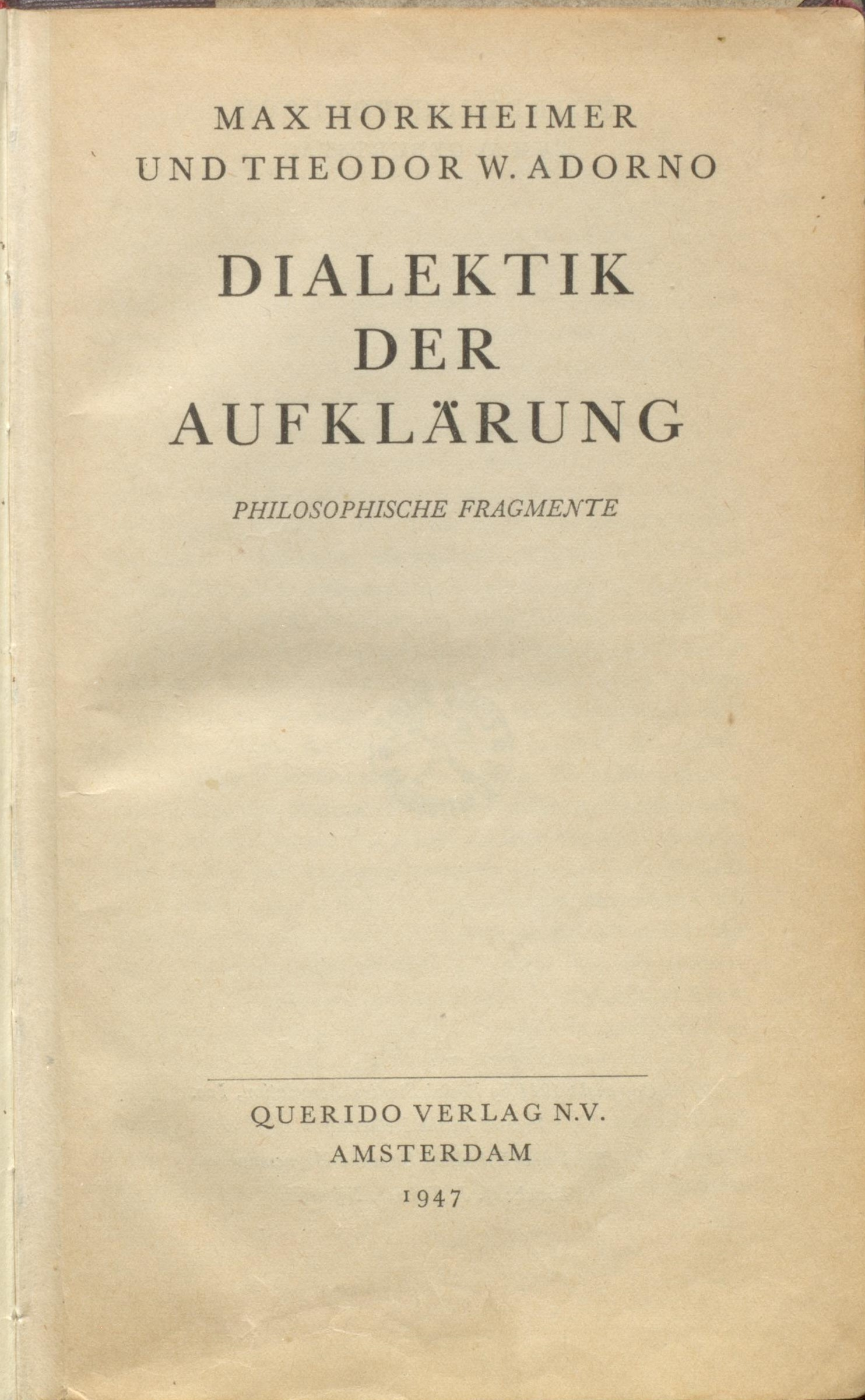
Page de titre de Dialektik der Aufklärung par Max Horkheimer et Theodor W. Adorno, de 1947

- Kierkegaard. Construction de l'esthétique (1933), trad. Éliane Escoubas, Payot, 1995 ; rééd. Klincksieck, coll. Critique de la politique, 330 p., 2025  (ISBN 978-2252047965)
- Le Caractère fétiche dans la musique et la régression de l'écoute (1938), trad. Christophe David, Éditions Allia, 2001, 2020.
- La Dialectique de la Raison (avec Max Horkheimer, 1944), trad. Eliane Kaufholz, Gallimard, 1974 (« Le Schéma de la culture de masse », trad. Christophe David, Mortibus, no 10-11, automne 2009).
- La psychanalyse révisée (1946), traduction de J. Le Rider, suivi de Jacques Le Rider, L'allié incommode, Paris, Éditions de l'Olivier, Collection: « Penser, rêver », 2007,  (ISBN 978-2-87929-563-3), [lire en ligne]
- Philosophie de la nouvelle musique [« Philosophie der neuen musik »] (trad. de l'allemand par Hans Hildenbrand et Alex Lindenberg), Paris, Gallimard, coll. « Tel » (no 42), 1962 (1re éd. 1948 (de)), 222 p. (OCLC 779865836, BNF 42809024)
- Essai sur Wagner (1952), trad. Hans Hildenbrand et Alex Lindenberg, Gallimard, 1966.
- Minima Moralia. Réflexions sur la vie mutilée, trad. Eliane Kaufholz et Jean-René Ladmiral, Payot, 1980
- Prismes (1955), trad. Geneviève et Rainer Rochlitz, Payot, 1986
- Contribution à une métacritique de la théorie de la connaissance, Études sur Husserl et les antinomies de la phénoménologie (1956), trad. de l'allemand et anglais par Christophe David et Alexandra Richter, Payot, 2011
- (de) Dissonanzen. Musik in der verwalteten Welt (1956).
- Notes sur la littérature (1958, 1961, 1965, 1974), trad. Sibylle Muller, Flammarion, 2004 (Extraits)
- Mots de l'étranger et autres essais. Notes sur la littérature II, trad. L. Barthélémy et G. Moutot, Editions de la Maison des sciences de l'homme, 2004
- Figures sonores (1959), trad. Marianne Rocher-Jacquin, Contrechamps, 2006
- Gustav Mahler : une physionomie musicale (1960), trad. Jean-Louis Leleu et Theo Leydenbach, Minuit, 1976.
- Introduction à la sociologie de la musique (1962), trad. Vincent Barras et Carlo Russi, Contrechamps, 1994
- Trois études sur Hegel (1963), trad. Collège de philosophie, Payot, 1979
- Modèles critiques I (1963) et II (1965), trad. Marc Jimenez, Eliane Kaufholz, Payot, 1984, 2003
- (de) Der getreue Korrepetitor. Lehrschriften zur musikalischen Praxis, S. Fischer, 1963.
- Quasi una fantasia. Écrits musicaux II (1963), trad. Jean-Louis Leleu, 1982
- Moments musicaux (1964), trad. Martin Kaltenecker, Contrechamps, 2003
- Jargon de l'authenticité. Sur l'idéologie allemande (1965), trad. Éliane Escoubas, Payot,, 1989, rééd. 2009
- Dialectique négative (1966), trad. Collège de philosophie, Payot, 1978
- (de) Ohne Leitbild. Parva Aesthetica (1967)
- (de) Impromptus (1968)
- Alban Berg : le maître de la transition infime (1968), trad. Rainer Rochlitz, Gallimard, 1989
- Musique de cinéma (avec Hanns Eisler, 1969), trad. Jean-Pierre Hammer, L'Arche, 1972
- Kulturindustrie : raison et mystification des masses (trad. de l'allemand par Eliane Kaufholz), Paris, Allia, 2012, 112 p. (ISBN 979-10-304-1066-2)

#### Ouvrages posthumes (après 1970)
- (de) Œuvres complètes, sous la direction de Rolf Tiedemann, 20 vol., Suhrkamp (1970-1980)
- (de) Nachgelassene Schriften (Écrits posthumes), édition en cours depuis 1993, Suhrkamp.

##### Écrits inachevés
- Théorie esthétique (1970), trad. Marc Jimenez, Klincksieck, 1974, 2011
- Sur Walter Benjamin (1970), trad. Christophe David, Gallimard, 2001, rééd. Allia, 1999.  (ISBN 978-2-84485-004-1)
- (de) Beethoven. Philosophie der Musik. Fragmente und Texte (1993) ; (fr) Beethoven. Philosophie de la musique, préface Jacques-Olivier Bégot, trad. Sacha Zilberfarb, Rue d'Ulm, 2020.
- (de) Der Schatz des Indianer-Joe. Singspiel nach Mark Twain (1979)
- (de) Zu einer Theorie der musikalischen Reproduktion (2001)

##### Premiers écrits
- L'actualité de la philosophie et autres écrits, traduction et annotation de Pierre Arnoux, Julia Christ, Georges Felten, Anne Le Goff, Florian Nicodème et Matthias Nicodème, sous la direction de Jacques-Olivier Bégot, Rue d'Ulm, 2008, nouv. éd. 2018.

##### Écrits sociologiques
- (de) Soziologische Schriften I, Suhrkamp, 1972, dont : 
  - La psychanalyse révisée, trad. Jacques Le Rider, Éditions de l'Olivier, 2007
  - Introduction, Sociologie et recherche empirique, Sur la logique des sciences sociales dans: Theodor W. Adorno, Karl R. Popper e. a., De Vienne à Francfort: la querelle allemande des sciences sociales, Éditions Complexe, 1979
- Arno Münster, Adorno, Une Introduction, Editions Hermann, 2008, Paris, 270 p.
- (de + en) Soziologische Schriften II, 2 vol., Suhrkamp, 1975, dont :
  - (en) The Psychological Technique of Martin Luther Thomas' Radio Addresses, Stanford University Press, 2000.
  - Études sur la personnalité autoritaire (avec Else Frenkel-Brunswik, Daniel J. Levinson, R. Nevitt-Sanfort), (1950), trad. Hélène Frappat, Allia, 2007
  - Des étoiles à la terre : analyse de la rubrique astrologique du "Los Angeles Times" : étude sur une superstition secondaire (1974), trad. Gilles Berton, Exils, 2007

##### Enseignement
- (de) Kants Kritik der reinen Vernunft <1959> (1995) ; La "Critique de la raison pure" de Kant, trad. fr. Michèle Cohen-Halimi, dir. Rolf Tiedemann, Klincksieck, coll. Critique de la politique, 288 p., 2024  (ISBN 978-2252047422)
- (de) Probleme der Moralphilosophie <1963> (1996) ; Problèmes de la philosophie morale, trad. fr. Isabelle Kalinowski, Klincksieck, coll. Critique de la politique, 208 p., 2023  (ISBN 978-2252047026)
- Métaphysique, concept et problèmes <1965> (1998), trad. Christophe David, Payot, 2006
- (de) Zur Lehre von der Geschichte und von der Freiheit <1964/65> (2001);  Leçons sur l’histoire et sur la liberté, trad. Laurent Cantagrel, Klincksieck, coll. Critique de la politique, 345 p., 2024  (ISBN 978-2252047545)
- (de) Ontologie und Dialektik <1960/61> (2002)
- (de) Vorlesung über Negative Dialektik. Fragmente zur Vorlesung 1965/66 (2003)
- Terminologie philosophique I et II » (Philosophische Terminologie I und II, 2016), de Theodor W. Adorno, édité par Henri Lonitz, traduit de l’allemand par Marc de Launay, Klincksieck, « Critique de la politique », 638 p., 2022.

##### Correspondance
- Theodor W. Adorno et Walter Benjamin, Correspondance 1928-1940 (1992), trad. Philippe Ivernel, La Fabrique, 2002
- Theodor W. Adorno et Alban Berg, Correspondance 1925-1935 (1999), trad. Marianne Dautrey, Gallimard, 2006
- Theodor W. Adorno et Paul Celan, Correspondance, trad. Christophe David, Nous, 2008
- Theodor W. Adorno et Thomas Mann, Correspondance 1943-1955, trad. Pierre Rusch, Klincksieck, 2009
- Theodor W. Adorno et Siegfried Kracauer, Correspondance 1923-1966, trad. Wolfgang Kukulies, Le Bord de l'eau, 2018

##### Autres écrits

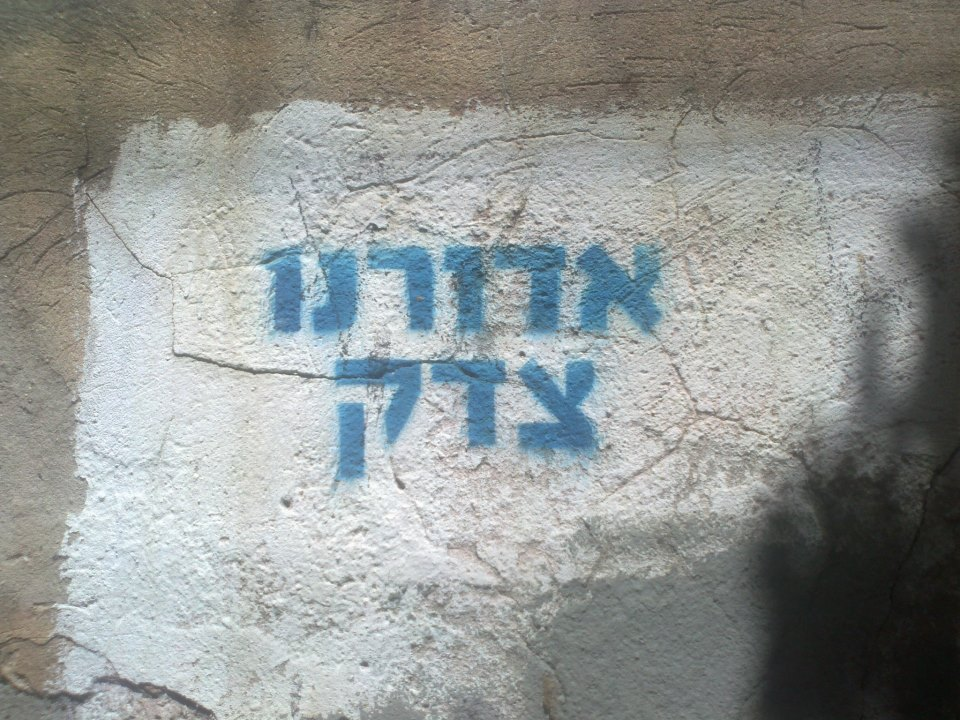
« Adorno avait raison », grafitti sur un mur de Tel Aviv (Israël)

- Autour de la théorie esthétique. Paralipomena, théorie sur l’origine de l’art, Introduction première, trad. Marc Jimenez, Klincksieck, 1976
- Sur quelques relations entre musique et peinture, trad. Peter Szendy, La Caserne, 1995
- L'art et les arts, choix de textes, trad. Jean Lauxerois, Desclée de Brouwer, 2002
- Mes rêves <1936-1969>(Traumprotokolle, 2005), trad. Olivier Mannoni, Seuil, 2007
- Notes sur Beckett, trad. Christophe David, présenté par Rolph Tiedemann Editions NOUS, 2008   (ISBN 978-2-913549-26-5)
- Current of Music. Éléments pour une théorie de la radio, Paris/Québec, Éd. de la Maison des sciences de l'homme/Les Presses de l'Université Laval, 2010 (coll. Philia). Traduction et postface de Pierre Arnoux.
- Amorbach et autres fragments autobiographiques, trad. Marion Maurin et Antonin Wiser, Allia, 2016
- Désir autoritaire, trad Marie-Andrée Ricard, préface Johann Chapoutot, Paris, Éditions Rue d'Ulm, 2025,  (ISBN 978-2-7288-0889-2) : transcription traduite d'une conférence qu'il a tenu en 1960 à la suite d'une vague d'actes antisémites en Allemagne de l'Ouest, dans laquelle il présente son concept de "personnalité attachée à l'autorité".

### Musique

#### Lieder
- “ Schließe mir die Augen beide ” (Theodor Storm) (1918)
- “ Die Nachtigall ” (Theodor Storm) (1918)
- 6 Lieder, extraits de “ Der Siebente Ring ” de Stefan George (1921)
- “ Wenn ich auf deiner Brücke steh' ” (Stefan George)
- Sechs Bagatellen op. 6
- “ Steh ich in finstrer Mitternacht ”
- “ Ich und mein Katharinelein ” (Kinderreim)
- “ Lied der Kammerjunger (Oskar Kokoschka)
- “ Trabe, kleines Pferdchen ” (Franz Kafka)
- “ An Zimmern ” (Friedrich Hölderlin)
- Zwei Gedichte von Stefan George (1925)
- Vier Gedichte von Stefan George op. 1 (1925-1928)
- Sept chansons populaires françaises arrangées pour une voix et piano
- Vier Lieder für eine mittlere Stimme und Klavier, op. 3 (1928)
- Marschlied (Detlev von Liliencron) 1934
- Chanson-Postkarte (Joachim Ringelnatz) 1934
- Klage. Sechs Gedichte von Georg Trakl op. 5 (1938-1941)
- Drei französische Volkslieder arrangiert für Singstimme und Klavier (1939)
- Rüsselmammuts Heimkehr : Lied für eine Singstimme und Pianoforte von Archibald Bauchschleifer (1941)
- Zwei Propagandagedichte von Bertolt Brecht
- Vier Lieder nach Gedichten von Stefan George, op. 7

#### Piano solo
- Drei Klavierstücke (1924)
- Drei Klavierstücke (1927)
- Hommage à Bizet
- P. K. B. [Pferde. Kinder. Ballett], eine kleine Kindersuite für Klavier
- Zwei Klavierstücke (1934)
- Die böhmischen Terzen (1945)

#### Violon solo
- Variationen für Violine solo

#### Musique de chambre
- Six études pour quatuor (1920)
- Quatuor à cordes (1921)
- Trio à cordes (1921-1922)
- Deux pièces pour quatuor à cordes, op. 2 (1925-1926)
- Streichtrio in einem Satz (Trio à cordes en un seul mouvement)

#### Œuvres pour ensemble instrumental
- Kinderjahre, six pièces pour petit orchestre (d’après Robert Schumann, op. 68)
- 6 kurze Orchesterstücke, op. 4 (six pièces brèves), 1929

#### Œuvre chorale
- Drei Gedichte von Theodor Däubler, pour chœur de femmes à quatre voix, op. 8 (1924-1925)

#### Opéra
- Deux lieder extraits de l'opéra inachevé Der Schatz des Indianer-Joe (Le Trésor de Joe l’Indien) d’après Mark Twain

### En langue anglaise
- Simon Jarvis, Adorno. A Critical Introduction, Routledge, New York, 1998, 283 pages.
- Brian O'Connor, "The Concept of Mediation in Hegel and Adorno", Hegel Bulletin, 1999, 20(1-2), 84-96.
- Roger Foster, Adorno. The Recovery of Experience, State University of New York Press, 2007, 236 pages.
- Christopher Cutrone, Adorno’s Marxism, Dissertation, Chigago, Illinois, 2013, 420 pages.
- Tom Whyman, "Adorno's Aristotle Critique and Ethical Naturalism", European Journal of Philosophy (4):1208-1227 (2017).